# 奇卡斯基亚河
奇卡斯基亚河（英語：Chikaskia River） 是一条长约159-英里（256-）的河流，位于在美国堪薩斯州的南部和奧克拉荷馬州的北部，是阿肯色河索尔特支流的一级支流，阿肯色河的二级支流，属于密西西比河流域。